# Ère An'ei
L'ère An'ei (en japonais : 安永) est une des ères du Japon (年号, nengō, littéralement « le nom de l'année ») suivant l'ère Meiwa et précédant l'ère Tenmei. Elle couvre la période qui s'étend du mois de novembre 1772 au mois de mars 1781. Les empereurs régnants sont Go-Momozono-tennō (後桃園天皇) et Kōkaku-tennō (光格天皇)..

## Changement de l'ère
- 1772 An'ei gannen (安永元年?) : le nom de l'ère est changé en An'ei (« Éternité paisible ») pour marquer le couronnement de l'empereur Go-Momozono et dans l'espoir de détourner l'attention de la série de catastrophiques dévastations par les incendies et les tempêtes en Meiwa 9. L'ère rpécédente s'achève et la nouvelle commence le 11e mois de Meiwa 9.

## Événements de l'ère An'ei
- 1775 (An'ei 4) : des épidémies traversent le pays; à Edo seulement, quelque 190 000 personnes périssent[2].
- 1775 (An'ei 4) : le médecin et botaniste suédois Carl Peter Thunberg arrive à l'avant-poste ou manufacture de la VOC dans la baie de Nagasaki et finalement, ses activités scientifiques se traduisent par la première étude descriptive détaillée de la flore et de la faune de l'archipel japonais.
- 1778 (An'ei 7) : Kyoto subit une importante inondation[2].
- 1778 (An'ei 7) : l'île volcanique de Sakurajima fait irruption à 1 800 m de Kagoshima - 16 000 victimes[2].
- 1779 (An'ei 8) : l'anthropologue culturel et chirurgien néerlandais Isaac Titsingh arrive à Dejima pour le premier de ses trois termes en tant que Opperhoofd ou capitaine de la station de la VOC et finalement, ses travaux précurseurs constituent une étape remarquable du processus dans lequel les Japonais commencent à se décrire et se caractériser dans leurs propres termes. La correspondance de Titsingh avec William Marsden, un collègue philologue de la Royal Society à Londres, fournit un aperçu de son appréciation personnelle de la tâche à accomplir. Dans une lettre de 1809 il explique :

« Pour se faire une idée correcte de l'esprit, du caractère et des coutumes d'une nation, presque inconnus en Europe, j'ai jugé préférable de les représenter dans leur propre habit plutôt que d'entrer moi-même dans les détails particuliers, toujours infectés par la manière d'examiner les faits, malgré les plus grands efforts pour être guidé par la vérité dans les parties les plus essentielles. Pour parvenir à cette fin, j'ai appliqué pendant mon séjour au Japon pour quelques amis, réputés comme des hommes d'enseignement et libres de tous préjugés nationaux. Ils m'ont procuré ces ouvrages sur divers thèmes, comme éprouvés avec eux le plus grand respect. Ayant réussi en cela, une traduction littérale me parut plus agréable dans ce but et susceptible d'être plus satisfaisante au désir de notions plus distinctes sur un peuple presque inconnu mais qui mérite pleinement l'attention qui depuis un certain nombre d'années a été prodiguée avec tant de profusion sur les Chinois. »

— Isaac Titsingh, Lettre à Marsden
La politique du bakufu de cette ère est conçue pour marginaliser l'influence des étrangers dans le Japon An'ei; Cependant, une conséquence involontaire et opposée du sakoku est d'accroître la valeur et la signification d'un très petit nombre d'observateurs avisés comme Thunberg et Titsingh dont les écrits documentent ce que chaque chercheur apprend ou découvre de première main. Les comptes rendus publiés de Titsingh de Thunberg et leurs écrits inédits ont fourni une perspective unique et utile pour les orientalistes et les japonologues du XIXe siècle et le travail des deux hommes continue d'être examiné avec rigueur par les chercheurs modernes aujourd'hui.
- 1780 (An'ei 9) : de fortes pluies et des inondations dans la région du Kantō exigent une vaste aide du gouvernement dans les secteurs inondés[2].